# Lavalira
Lavalira (Puffinus olsoni) är en förhistorisk utdöd fågel i familjen liror inom ordningen stormfåglar. 

## Utbredning och utdöende
Lavaliran förekom tidigare på Lanzarote och Fuerteventura i Kanarieöarna. Lavaliran beskrevs 1990 utifrån benlämningar funna i framförallt lavafält. Benen har med hjälp av kol-14-metoden konstaterats vara knappt 1300 år gamla. Den tros ha dött ut först efter att européer kom till öarna under 1400-talet, troligen på grund av jakt och införsel av invasiva djurarter som råttor.

## Utseende
Lavaliran var i storlek mellan mindre lira och makaronesisk lira. 

## Namn
Fågelns vetenskapliga artnamn hedrar den amerikanske ornitologen och paleontologen Storrs Lovejoy Olson.